# Камбазембі
Камбазембі ва Кангомбе, буквально Камбазембі, син Кангомбе (1843-1903) — вождь одного з племен гереро. Був лідером клану, що мешкав навколо нагір'я Ватерберг.
Камбазембі був двоюрідним братом Магареро. Він успадкував титул вождя від свого батька Кангомбе у 1860 році і панував до своєї смерті. За свідченням сучасників, у його підпорядкуванні було до 12 тис. осіб. Відомо, що Камбазембі дружив з усіма сусідами, включаючи білих. Він, однак, був проти продажу землі білим поселенцям і проти німецької колоніальної окупації. Він також пишався тим, що зберіг культуру гереро. Камбазембі до самої своєї смерті вів традиційний, кочовий спосіб життя своїх предків і відмовився носити європейський одяг. Коли він помер у вересні 1903 року, його сини розділили кланову область. Давід Каонджонга Камбазембі панував у Ватерберзі, а Салатіель Камбазембі отримав решту землі.